# Aksaï
Pour les articles homonymes, voir Aksaï (homonymie).
Aksaï (en russe : Аксай) est une ville de l'oblast de Rostov, en Russie, et le centre administratif du raïon d'Aksaï. Sa population s'élevait à 42 747 habitants en 2013.

## Géographie
Aksaï est située sur la rive droite du Don, à son point de confluence avec la rivière Aksaï. Elle se trouve à  18 km au nord-est de Rostov-sur-le-Don.

## Histoire
Elle est fondée dans la seconde moitié du XVIe siècle par les Cosaques. Jusqu'au XVIIIe siècle elle s'appelle successivement : 
- Oust-Aksaïskaïa (Усть-Акса́йская),
- Nijnié Razdory (Ни́жние Раздо́ры),
- Kobiakovski (Кобяковский),
- Atamanski (Атама́нский),
- Nijni (Ни́жний).

Depuis 1791, elle est connue sous le nom de Aksaïskaïa (Аксайская). Pendant la Seconde Guerre mondiale, elle est occupée par les troupes de l'Allemagne nazie du 21 au 29 novembre 1941. Elle reçoit le statut de ville en 1957 sous le nom de Aksaï en tant que satellite industriel de Rostov-sur-le-Don.

## Population
Recensements (*) ou estimations de la population
| 1897* | 1939* | 1959*  | 1970*  | 1979*  |
| ----- | ----- | ------ | ------ | ------ |
| 7 600 | 9 800 | 15 518 | 21 994 | 29 987 |

| 1989*  | 2002*  | 2010*  | 2012   | 2013   |
| ------ | ------ | ------ | ------ | ------ |
| 33 389 | 38 012 | 41 969 | 42 481 | 42 747 |

## Monuments
- Église de la Dormition (1825)

## Personnalité
Nikolaï Goulaïev, as de l'aviation soviétique pendant la Seconde Guerre mondiale.